# Maria van Béarn
Maria van Béarn (overleden rond 1187) was van 1170 tot 1171 burggravin van Béarn, Gabardan, Brulhois en Gabarret.

## Levensloop
Maria was de dochter van burggraaf Peter II van Béarn en Matella van Baux. Na het overlijden van haar oudere broer Gaston V erfde ze in 1170 de burggraafschappen Béarn, Gabardan, Brulhois en Gabarret.
Op 30 april 1170 huldigde Maria in Jaca koning Alfons II van Aragón als leenheer van haar gebieden. Ook kreeg de koning het recht om haar toekomstige echtgenoot aan te duiden, waardoor hij Béarn kon toewijzen aan een gunsteling. In maart 1171 werd de Catalaanse edelman Willem van Montcada de echtgenoot van Maria en kreeg die de titel van burggraaf van Montcada toegewezen. De Bearnaise edelen weigerden Willem echter te erkennen, kwamen in opstand en verkozen Theobald, een edelman uit Bigorre, als nieuwe burggraaf. Theobald respecteerde echter de Fors de Bearn niet en werd daarom later dat jaar afgezet en geëxecuteerd. Vervolgens werd Sentonge, een edelman uit Auvergne, aangeduid als burggraaf van Béarn. Ook hij respecteerde de Fors de Bearn niet en onderging in 1173 hetzelfde lot als zijn voorganger. In dezelfde periode was Willem van Montcada van plan om Béarn te heroveren, maar een militaire expeditie kwam nooit van de grond.
Hetzelfde jaar verliet Maria haar echtgenoot en trok ze met haar jonge tweelingzonen Gaston VI (1173-1214) en Willem Raymond (1173-1224) naar het klooster van Santa Cruz de Volvestre. Na de executie van Sentonge stuurden de Bearnaise edelen een delegatie naar het klooster om Maria te vragen of ze een van haar zonen wilde aanstellen als burggraaf van Béarn. Maria stemde in en koos haar zoon Gaston VI als opvolger van Sentonge. Na Gastons dood vele jaren later werd Maria's andere zoon Willem Raymond burggraaf van Béarn.
Maria van Béarn overleed rond 1187.